# タンタンと私
『タンタンと私』（Tintin et moi）は、2003年に公開されたデンマーク・ベルギー・フランス・スイス・スウェーデン共同制作のドキュメンタリー映画。

## 概要
ベルギーのコミック作家で、『タンタンの冒険』のシリーズで知られるエルジェの伝記映画。
監督はデンマークのアナス・オステルガード（アンダース・オステルガルト）。 
1971年に録音され、その後30年以上公開されることのなかったエルジェへのヌマ・サドゥールによるインタビュー音源をもとにしている。

## キャスト
- エルジェ（ジョルジュ・レミ）
- ヌマ・サドゥール（フランスの作家、俳優）
- マイケル・ファー（イギリスのエルジェ研究者）
- ハリー・トンプソン（イギリスの伝記作家）
- アンディ・ウォーホル
- ファニー・ロドウェル（エルジェの二人目の妻）
- アンダース・オステルガルト